# Soldats japonais restants
Pour le type d’étoile, consulter Blue straggler

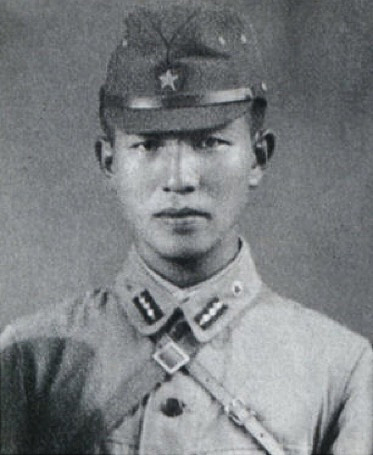
Hirō Onoda (1922-2014) a continué le combat pendant 29 ans de 1945 à 1974.

Les soldats japonais restants (残留日本兵, zanryū nipponhei), aussi appelés stragglers (« traînards ») en anglais, sont des soldats de l'armée impériale japonaise de la guerre du Pacifique qui ont continué à se battre après la capitulation du Japon d'août 1945.

## Description
Les raisons de la poursuite de la guerre par ces hommes sont soit un fort dogmatisme, soit leur adhésion à des principes militaires qui les ont empêchés de croire en une défaite de leur pays, soit leur ignorance de la fin de la guerre à cause de communications coupées entre eux et le Japon, dans le cadre de la stratégie du saute-mouton utilisée par les États-Unis pendant la guerre.
Ces soldats ont continué à combattre les forces alliées, puis plus tard la police, des années après la fin de la guerre. D'autres soldats japonais récalcitrants à la fin de la guerre se sont engagés dans la guerre d'Indochine et la révolution nationale indonésienne pour libérer l'Asie de la présence occidentale, un des buts proclamés par la propagande de l'empire du Japon lors de la Seconde Guerre mondiale.
Hirō Onoda, qui s'est rendu sur l'île de Lubang, aux Philippines, en mars 1974, est l'avant-dernier straggler confirmé et est mort en janvier 2014.
Teruo Nakamura, qui vivait sur l'île de Morotai, en Indonésie, et se rend en décembre 1974, est le dernier straggler confirmé.

## Soldats japonais toujours en guerre après la fin de la Seconde Guerre mondiale
Cent vingt-sept soldats ont été retrouvés, de 1947 à 1974, errant dans différentes îles d’Asie du Sud-Est.

### 1945-1949
- Le capitaine Sakae Ōba, qui dirige sa compagnie de 46 hommes dans une guérilla contre les troupes américaines après la bataille de Saipan, ne se rend que le 1er décembre 1945, trois mois après la fin de la guerre.
- Le major Sei Igawa (井川 省?) s'engage dans le Viet Minh comme officier d'état-major. Igawa est tué lors d'une bataille contre les Français en 1946[2],[3].
- L'enseigne de vaisseau Hideo Horiuchi (堀内 秀雄?) s'engage comme lieutenant-colonel dans l'armée de volontaires indonésienne. Horiuchi est arrêté par les troupes hollandaises le 13 août 1946, alors qu'il est soigné dans un village.
- Le lieutenant Ei Yamaguchi et ses 33 soldats se manifestent à Peleliu à la fin du mois de mars 1947 en attaquant le détachement de Marines stationnés sur l'île. Des renforts sont envoyés avec un amiral japonais qui réussit à les convaincre que la guerre est finie. Ils se rendent finalement en avril 1947.
- Le 12 mai 1948, l'Associated Press rapporte que deux soldats japonais se sont rendus à des policiers de Guam.
- Yamakage Kufuku et Matsudo Linsoki, deux mitrailleurs de la Marine impériale japonaise, se rendent à Iwo Jima le 6 janvier 1949.

### Années 1950
- Le soldat de première classe Yūichi Akatsu continue à combattre sur Lubang de 1944 jusqu'à sa reddition, dans le village philippin de Looc en mars 1950[4].
- Le major Takuo Ishii (石井 卓雄?) continue à combattre en tant que conseiller pour les Viet Minh et chef d'état-major. Ishii est tué lors d'une bataille contre des soldats français, le 20 mai 1950[2],[3].
- Trente survivants de trois navires japonais coulés en juin 1944 ont trouvé refuge sur l'île inhabitée de Anatahan, dont une femme originaire d'Okinawa. Leur présence a été détectée dès février 1945 par une équipe chargée de rapatrier les corps de l'équipage d'un bombardier B 29 qui s'était écrasé sur l'île. Plusieurs tentatives d'obtenir leur reddition échouent jusqu'à ce que la femme parvienne à se faire évacuer en juillet 1950 par un navire américain croisant au large et informe les autorités que 18 soldats sont encore en vie sur l'île. l'U.S. Navy envoie un navire, le Cocopa, sur l'île et récupére le reste des soldats sans incident après une cérémonie de reddition avec remise des armes qui a fait l'objet d'un reportage photographique [5] (le reportage photographique ne subsiste que sur la version archivée). Cette présence japonaise prolongée sur l'île d'Anatahan, inspirera le film Fièvre sur Anatahan.
- Le caporal Shōichi Shimada (島田 庄一?) continue à se battre sur Lubang jusqu'à sa mort lors d'une escarmouche avec les soldats philippins, en mai 1954[6].
- Le lieutenant Kikuo Tanimoto (谷本 喜久男?) devient conseiller et commandant Viet Minh. Tanimoto retourne au Japon en 1954, après l'indépendance du Nord Viêt Nam.

### Années 1960
- Le soldat Bunzō Minagawa résiste jusqu'en mai 1960 sur l'île de Guam[7].
- Le sergent Masashi Itō, supérieur de Minagawa, se rend quelques jours plus tard, le 23 mai 1960, sur l'île de Guam[8].

### Années 1970
- Le caporal Shōichi Yokoi, qui servait sous les ordres d'Itō, est capturé sur l'île de Guam en janvier 1972[9].
- Le soldat de première classe Kinshichi Kozuka aura tenu avec Hirō Onoda pendant 28 ans, jusqu'à sa mort lors d'échanges de coups de feu avec la police philippine, en octobre 1972[10].
- Le lieutenant Hirō Onoda, isolé sur l'île de Lubang à partir du mois de décembre 1944 avec Akatsu, Shimada et Kozuka jusqu'en mars 1974, est relevé de ses fonctions par son ancien officier en mars 1974[6].
- Le soldat Teruo Nakamura (Amis : Attun Palalin) est découvert par les forces aériennes indonésiennes à Morotai et se rend à une patrouille de recherche le 18 décembre 1974[11].

### Années 1980
- L'Agence France-Presse rapporte en 1980 que le capitaine Fumio Nakahara vit toujours sur le mont Halcon (en), aux Philippines. Une équipe de chercheurs menée par Isao Mayazawa, un ancien compagnon d'armes de Fumio Nakahara, pense avoir découvert sa hutte[12],[13]. Cependant, aucune preuve de survie du soldat japonais au-delà de 1980 n'existe.

## Dans la culture populaire
Dans Le Repaire du Katana, le deuxième tome de la bande dessinée Adler de René Sterne, les héros découvrent un soldat japonais, gardant une base secrète sur une île du Pacifique et ignorant que la guerre est terminée.
Dans le domaine des jeux vidéo, le jeu Just Cause 2 présente une île peuplée de vieux soldats japonais refusant de croire à la fin de la guerre.
Dans la série animée Archer, lors de l'épisode The Holdout, l'un des personnages secondaires, Sato Kentaro, est présenté comme étant un straggler.
Le deuxième album de la bande dessinée Le Dernier Kamikaze (de Jean-Yves Mitton et Félix Molinari) intitulé Les Fantômes du Pacifique évoque un soldat japonais encore présent sur une île déserte, qui agresse des touristes occidentaux dans les années 1990 ou 2000.
En 1981, dans le film Salut l'ami, adieu le trésor, avec Bud Spencer et Terrence Hill, les protagonistes à la recherche d'un trésor datant de la Seconde Guerre mondiale rencontrent un soldat japonais isolé dans un fort qui ignorait que la guerre avait pris fin.
Hirō Onoda fait l'objet du film Onoda, 10 000 nuits dans la jungle d'Arthur Harari, sorti en 2021. Le film relate son entraînement militaire, puis sa vie sur l'île de Lubang, des dernières semaines de la guerre jusqu'à sa reddition, en 1974.
Le manga Peleliu, Guernica of Paradise, écrit et dessiné par Kazoyushi Takeda (ja), traite de la bataille de Peleliu et des soldats restés présents sur l'île après le départ des troupes américaines, persuadés que la guerre est toujours en cours.
Dans le jeu vidéo Far Cry 3, de multiples lettres peuvent être trouvées sur l'intégralité de la carte. Ces dernières rapportent le cas de straggler n'étant pas au courant de la fin de la guerre ainsi que des bombardements d'Hiroshima et de Nagasaki.
Dans le roman Les Nuits de laitue de Vanessa Barbara, il y a un personnage japonais, monsieur Taniguchi, qui a vécu une histoire semblable à celle de Hirō Onoda, mais sur Marinduque. Dans le roman, il vit avec sa fille, a priori au Brésil, bien que le lieu où se déroule l’histoire n’est pas précisé.